# Tellus Tessera
La Tellus Tessera è una struttura geologica della superficie di Venere.